# Brasão de armas das Filipinas

O Brasão de armas das Filipinas é composto por um Sol com oito raios que representam as oito províncias (Batangas, Bulacan, Cavite, Manila, Laguna, Nueva Ecija, Pampanga e Tarlac), que foram colocados sob lei marcial pelo Governador-General Ramón Blanco durante a Revolução Filipina, e três das cinco estrelas representam as três regiões geográficas primárias de Luzon, Visayas e Mindanao. Em campo azul no lado esquerdo encontra-se a águia dos Estados Unidos, e no campo vermelho à direita, o Leão-Rampante de Espanha, ambos representando a história colonial. O design é muito semelhante ao desenho aprovado pela Commonwealth das Filipinas em 1940.
Segundo a Lei n.º 8491 de 1998, a descrição em linguagem heráldica é: Paleways de duas (2) peças, azure e gules, um chefe argent studded com três (3) mullets equidistantes uns dos outros, e, no ponto de honra, oval Argent durante todo o sol rayonnant com oito menores e menos raios. Abaixo será a rolar com as palavras "REPÚBLICA NG PILIPINAS", inscritos nela.
As palavras sobre a rolagem sofreram muitas alterações desde a independência filipina. Da independência em 1946 até 1972, quando o presidente Ferdinand Marcos declarou a lei marcial, a rolagem continha a expressão "REPÚBLICA DAS FILIPINAS". De 1979 até ao derrube de Marcos, em 1986, a rolagem tinha as palavras "ISANG BANSA ISANG DIWA" ("Uma nação, Um Espírito"). Após a derrubada de Marcos, a rolagem passou a ter inscrito a atual inscrição "REPÚBLICA NG PILIPINAS". Em 1998, com a aprovação da Lei n.º 8491, a águia e o leão, na metade inferior do escudo não foram especificadas, e, por conseguinte, suprimidas. No entanto, a modificação das armas não estão em uso de largura, enquanto se aguarda a ratificação da lei através de um referendo nacional chamado para esse efeito, por mandato da Constituição Filipina.